# Vladimir Smirnov (schermer)
Vladimir Viktorovitsj Smirnov (Russisch: Владимир Викторович Смирнов) (Roebizjne, 20 mei 1954 - Rome, 28 juli 1982) was een Sovjet schermer.
Smirnov won tijdens de Olympische Zomerspelen 1980 in eigen land drie medailles in alle drie de kleuren. Met als hoogtepunt de gouden medaille in de sabel individueel. In 1981 werd zowel individueel als in het team wereldkampioen met de floret.
Tijdens de wereldkampioenschappen schermen 1982 nam Smirnov deel aan de wedstrijden voor floret voor teams. In de kwartfinale doorboorde de floret van zijn tegenstander Matthias Behr zijn schedel. Negen dagen later overleed Smirnov aan de gevolgen van dit ongeluk.

## Resultaten
- Olympische Zomerspelen 1980 in Moskou  in de floret individueel
- Olympische Zomerspelen 1980 in Moskou  met het floret team
- Olympische Zomerspelen 1980 in Moskou  met het degen team
- wereldkampioenschappen 1981 in Clermont-Ferrand  floret individueel
- wereldkampioenschappen 1981 in Clermont-Ferrand  floret team

1896: Eugène-Henri Gravelotte ·
1900: Émile Coste ·
1904: Ramón Fonst ·
1912: Nedo Nadi ·
1920: Nedo Nadi ·
1924: Roger Ducret ·
1928: Lucien Gaudin ·
1932: Gustavo Marzi ·
1936: Giulio Gaudini ·
1948: Jéhan de Buhan ·
1952: Christian d'Oriola ·
1956: Christian d'Oriola ·
1960: Viktor Zjdanovitsj ·
1964: Egon Franke ·
1968: Ion Drîmbă ·
1972: Witold Woyda ·
1976: Fabio Dal Zotto ·
1980: Vladimir Smirnov ·
1984: Mauro Numa ·
1988: Stefano Cerioni ·
1992: Philippe Omnès ·
1996: Alessandro Puccini ·
2000: Kim Young-ho ·
2004: Brice Guyart ·
2008: Benjamin Kleibrink · 
2012: Lei Sheng · 
2016: Daniele Garozzo · 
2020: Cheung Ka-long · 
2024: Cheung Ka-long